# Kungariket Jerusalem

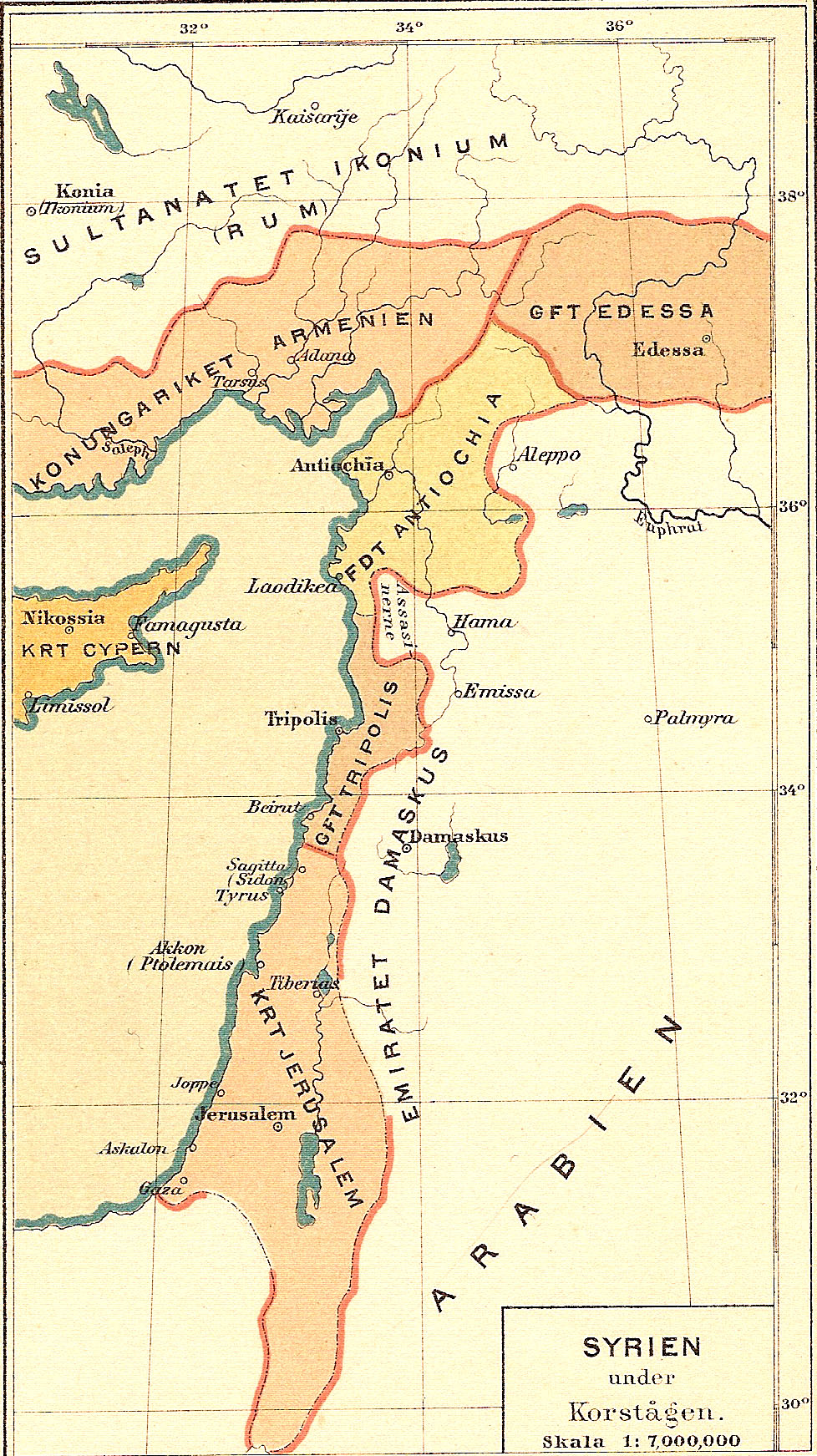
Historisk karta över Syrien under korstågen med Kungariket Jerusalem.

Kungariket Jerusalems riksvapen

Kungariket Jerusalem var en korsfararstat som uppstod efter det första korståget år 1099. Dess förste konung var Gottfrid av Bouillon, som inte ville kallas kung av Jerusalem utan den "heliga gravens beskyddare". Riket skapades av de kristna korsfararna, och sträckte sig från Beirut i norr till Gaza i söder.

## Historik
1095 utropade Urban II det första korståget vid Synoden i Clermont, vars ursprungliga syfte var att hjälpa det Bysantinska riket att stävja Seldjukernas invasioner. Korstågets syfte övergick dock snabbt till att ta kontroll över det Heliga landet och startade under hösten 1096. I oktober 1097 nåddes Antiochia och en belägring inleddes. I mars året därpå anlände förstärkning i form av en trupp engelska korsfarare och därefter intogs staden, men citadellet förblev ointaget. Till korsfararnas förtret anlände emiren Kerbogha av Mosul med muslimska styrkor och belägrade korsfararna inuti den nyligen intagna staden, men efter att delar av emirens styrkor gett sig av besegrade korsfararna de muslimska styrkorna som fortfarande var kvar. När de belägrade styrkorna i citadellet såg att emirens styrkor förlorat slaget kapitulerade de för korsfararna.
I juni 1099 anlände korsfararna utanför Jerusalem och intog några av de omkringliggande städerna, däribland Ramle, Lod och Betlehem. Därefter inleddes belägringen av Jerusalem, som intogs den 14 juli. Den 22 juli hölls ett möte i Heliga gravens kyrka för att utse en kung åt det nyligen etablerade Kungariket Jerusalem. Valet stod mellan Raimond av Saint Gilles och Gottfrid av Bouillon, vilka båda var ledare för korståget och hade lett belägringen av Jerusalem, och sedan Raimond hade tackat nej till kungatiteln valdes Gottfrid att leda kungariket.
Sedan kungarikets skapelse genomlevde landet bräckliga freder fram till 1187, samma år som slaget vid Hattin utspelade sig, då strider utbröt. En rad kungar hade tillträtt och avsatts fram till denna tid. Kriget ledde till nederlag mot Saladin, den muslimske ledaren som svurit på att återta Jerusalem. Efter belägringen av Jerusalem 20 september-20 oktober 1187 förlorades huvudstaden och en stor del av dess befolkning såldes som slavar. Det enda som blev kvar av riket var staden Tyros. Samma år inleddes det tredje korståget som var arrangerat av påven och många av de mäktigaste rikena i Europa. Det slutade med att kungariket Jerusalem erhöll några kuststäder och områden, men själva staden Jerusalem blev aldrig återerövrad. Akko blev efter detta rikets nya huvudstad.
Efter fler misslyckade korståg åren efter nederlaget år 1187 började muslimerna rikta sina intressen på att krossa kungariket Jerusalem. Efter slaget vid la Forbie 1244 var det mesta förlorat för kungariket Jerusalem. Då Tempelherreorden flyttade till Cypern förlorade riket en viktig del i sitt försvar. När sedan mamlukerna erövrade Akko 1291 gick riket under.

## Jerusalems regenter1099-1291
- Gottfrid 1099–1100 (avstod från att anta titeln kung)
- Balduin I 1100–1118
- Balduin II 1118–1131
- Melisende och Fulko 1131–1153 (Fulko förlorade inflytande efter 1136, och dog 1143.)
- Balduin III 1143–1162 (krönt som medregent och arvinge till Melisende 1143; tog över hela makten 1153)
- Amalrik I 1162–1174
- Balduin IV 1174–1185
- Balduin V 1185–1186
- Sibylla och Guy 1186–1187

Jerusalem förlorades 1187; Sibylla dog 1190, men Guy vägrade att ge upp kronan; kungavärdigheten omtvistades till 1192, därefter regerade monarkerna över en smal kustremsa
- Isabella I 1192–1205
- med Konrad I 1192
- med Henrik I 1192–1197
- med Amalrik II 1198–1205
- Maria 1205–1212
- med Johan I 1210–1212
- Jolanda (Isabella II) 1212–1228
- med Fredrik 1225–1228
- Konrad II 1228–1254
- Konrad III 1254–1268
- Hugo I 1268–1284
- Karl I av Anjou 1277–1285 (i opposition mot Hugo I och Johan II)
- Johan II 1284–1285 (i opposition mot Karl av Anjou)
- Henrik II 1285–1291

Akko tas 1291; kungadömet upphör att existera.
Titeln kung av Jerusalem har emellertid levt kvar under århundradena bland flera europeiska monarker som har ansett sig som arvtagare till riket. Den innehas för närvarande av kung Felipe VI av Spanien.